# Dominique Marie Jean Denis You

Dom Dominique Marie Jean Denis You (Gassin, 3 de julho de 1955) é um bispo católico francês radicado no Brasil. Bispo de Santíssima Conceição do Araguaia.
Dom Dominique You foi ordenado padre no dia 23 de julho de 1981, pelas mãos do Cardeal Bernardin Gantin. 
No dia 11 de dezembro de 2002, foi nomeado bispo auxiliar de Salvador, pelo Papa João Paulo II, com a sé titular de Auzia. Recebeu a ordenação episcopal no dia 10 de fevereiro de 2003, das mãos do Cardeal Geraldo Majella Agnelo e de Dom Walmor Oliveira de Azevedo e Dom Bernard Louis Marie Charrier.
No dia 8 de fevereiro de 2006, foi nomeado pelo Papa Bento XVI bispo diocesano de Santíssima Conceição do Araguaia.